# A Beautiful Life (2023)
A Beautiful Life ist ein dänischer Musikfilm von Mehdi Avaz aus dem Jahr 2023. Christopher Lund Nissen gibt mit dem Film sein Schauspieldebüt. Gedreht wurde der Film in Kopenhagen, Frederikshavn, Ebeltoft und Aarhus.
Der Film wurde am 1. Juni 2023 auf Netflix veröffentlicht.

## Handlung
Elliott Winther, ein Fischer, hilft seinem Freund Oliver als Gitarrist bei dessen Konzert aus. Als die Zuschauer den Saal verlassen, übernimmt Elliott den Gesang und zieht dabei die Aufmerksamkeit von Suzanne Taylor, der Frau der verstorbenen Musikikone Vince Taylor, auf sich. Oliver, der nach dem Konzert von Schuldeneintreibern in die Enge getrieben wird, missfällt dies und er distanziert sich von Elliott. Dieser wiederum erhält von Suzanne ein verlockendes Angebot: Sie bietet ihm an, vorübergehend in ihrem Haus zu wohnen, um seine verborgene musikalische Begabung zu fördern. Elliot nimmt das Angebot an und trifft in Suzannes Haus auf deren Tochter Lilly, die gerade nach London abreisen möchte. Suzanne kann ihre Tochter dazu überreden zu bleiben und Elliots musikalisches Talent zu fördern.
Die beiden arbeiten intensiv an Elliotts musikalischem Talent. Elliott beginnt einen Song zu schreiben, der seine persönliche Reise widerspiegelt. Dieser wird auf Vince Taylors Social-Media-Profilen veröffentlicht und macht Elliot über Nacht im Internet bekannt. Mit der Zeit kommen sich Elliott und Lilly näher. Lilly erfährt, dass Elliot früh seine Eltern verloren hat und bei diversen Pflegefamilien aufgewachsen ist. Sein einziges Erinnerungsstück neben Fotos ist das Boot seines Vaters, welches auch sein derzeitiges Zuhause ist. Lilly leidet unter dem Tod ihres Vaters. Sie kommt dahinter, dass dieser mehrere Affären hatte und auch in seiner Todesnacht fremde Frauen bei ihm waren. Dies traf ihre Mutter Suzanne sehr, weswegen sie nie über jene Nacht sprach. Elliott und Lilly beginnen eine Beziehung, während Elliotts Berühmtheit immer mehr steigt. Elliott erlebt die Auswirkungen des Ruhmes und Fans die ihn auf jedem seiner Schritte verfolgen.
Eines Tages taucht Oliver in Elliotts Leben wieder auf. Aufgrund von dessen neu erlangtem Ruhm verzeiht Oliver ihm bereitwillig und versucht, wieder in Elliotts Leben einzutreten. Elliott möchte an ihrer Freundschaft festhalten und gibt Oliver die Möglichkeit, an seinem Album mitzuarbeiten. Oliver, der jedoch kein Talent besitzt, erpresst Elliott mit dessen Musik, die er angeblich von ihm geklaut hat. Lilly sieht, wie ihre Mutter Elliott um jeden Preis zum Star machen möchte. Sie hat Angst, dass sich das Schicksal ihres Vaters wiederholt. Als Suzanne Oliver vor die Tür setzt, ist dieser von Elliott enttäuscht und zündet sein Boot an. Somit verliert Elliott sein letztes Erinnerungsstück an seine Eltern. Als ihm Lilly offenbart, dass sie ein Kind erwartet, ist er überfordert und wendet sich von ihr ab.
Elliott erkennt, dass er Lilly liebt und er seinen eigenen Weg gehen muss. Als er eine Einladung zu einer Talkshow in London erhält, entschließt er sich, gegen den Rat von Suzanne und Patrick, einen neuen Song zu singen. Der gesungene Song A Beautiful Life handelt von Lilly und Elliots Liebe zu ihr. Er hat sich gegen den Ruhm entschieden und möchte lieber eine Familie mit Lilly gründen. Durch diesen Auftritt und seine Botschaft wird Eliott noch berühmter und mit einem Schlag ein weltweiter Star.

## Synchronisation
Die deutschsprachige Synchronisation entstand nach einem Dialogbuch sowie unter der Dialogregie von Marina Rehm durch die Synchronfirma FFS Film- & Fernseh-Synchron in München.
| Rolle   | Darsteller              | Synchronsprecher    |
| ------- | ----------------------- | ------------------- |
| Elliott | Christopher             | Peter Lewys Preston |
| Lilly   | Inga Ibsdotter Lilleaas | Leslie-Vanessa Lill |
| Suzanne | Christine Albeck Børge  | Elisabeth Günther   |
| Oliver  | Sebastian Jessen        | Felix Auer          |
| Patrick | Ardalan Esmaili         | Paul Sedlmeir       |

## Soundtrack
Der Soundtrack zum Film wurde am 2. Juni 2023 veröffentlicht und beinhaltet folgende Songs:
1. A Beautiful Life – Andy
2. Hope This Song Is for You – Christopher
3. Would Ya – Christopher
4. Honey, I'm So High – Christopher
5. Ready to Go – Christopher
6. Led Me to You – Christopher
7. Book of Me – Christopher
8. Hey Love – Christopher
9. Hope This Song Is for You (John Alto remix) – Christopher

## Kritik
Auf dem Rezensionsaggregator Rotten Tomatoes hat der Film eine Zustimmungsrate von 50 % basierend auf 6 Rezensionen mit einer durchschnittlichen Bewertung von 5,2/10.
Der Filmdienst findet, der Film kranke an „einer allzu unoriginellen Geschichte und blassen Figurenzeichnungen“, wobei vor allem ins Gewicht falle, „dass sich der Hauptdarsteller weit weniger gut als Schauspieler denn als Sänger behaupten“ könne.